# El Paso de Riogordo
La  Semana Santa en Riogordo es altamente conocida por El Paso, una representación religiosa que tiene lugar en la localidad de Riogordo, (Málaga) España. En la que se escenifican diferentes actos referentes a la pasión y muerte de Jesús. Está considerada como Fiesta de Interés Turístico Nacional y se celebra anualmente durante el Viernes y Sábado Santo desde 1951. Intervienen más de 500 actores aficionados de la propia localidad y se realiza en un recinto al aire libre de 8000 m². 
La prensa lo califica como "uno de los autos religiosos más peculiares y conocidos de España". 

## Descripción
A lo largo de la representación se realizan las siguientes escenas:
- Sacrificio de Isaac.
- Encuentro de Jesús con la Samaritana.
- Sermón de la Montaña. Elección de los Apóstoles.
- Arrepentimiento de María Magdalena.
- Pedro es nombrado Primado de la Iglesia.
- Curación de un ciego.
- Entrada triunfal en Jerusalén.
- Jesús se despide de su madre, la Virgen María.
- Última Cena.
- Judas vende a su Maestro.
- Oración en el Huerto de los Olivos. Prendimiento.
- En el tribunal del Sanedrín.
- Negaciones de Pedro.
- Arrepentimiento y muerte de Judas.
- Juicios ante Herodes y Pilatos.
- Calle de la Amargura.
- Jesús muere en la Cruz.

## Aspectos que distinguen este auto

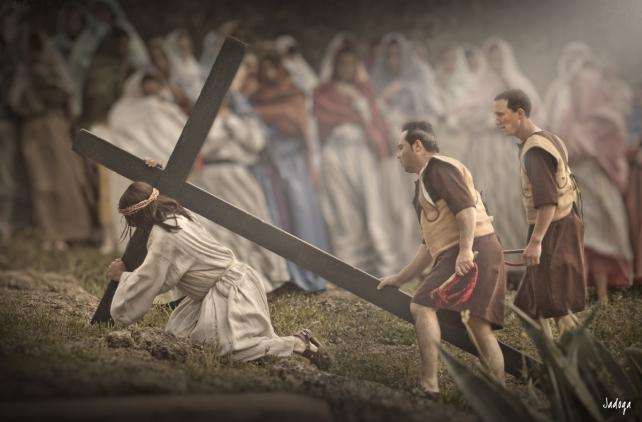
Escena de unas de las caídas de Jesús antes de ser crucificado

1. Seriedad y calidad en la interpretación. Todos los directores de escena han cuidado mucho estos elementos.
2. Buena organización y cuidado de los detalles. Una Junta Organizadora coordina el trabajo de más de quinientos actores y actrices, así como de los numerosos colaboradores. Se procura cuidar la ambientación de los pórticos (Sanedrín, Pilatos, Cenáculo, Herodes) así como el espacio escénico, el vestuario, y el sonido.
3. Colaboración y trabajo desinteresado de muchos vecinos. Sin el esfuerzo colectivo de todo un pueblo "El Paso" no sería posible.
4. Escenario natural. El Calvario es una amplia explanada con cabida para más de seis mil personas sentadas. Con esto se pretende que el espectador se ambiente y se sumerja lo más posible en la época que se está representando.

Mucha gente del pueblo trabaja en el paso, pero no solo adultos, si no adolescentes y niños. Es algo muy popular y la gente del pueblo está muy orgullosa de poder realizar el paso y de que haya tanta gente que lo conozca.

## Declarado
- Fiesta de Interés Turístico Nacional por el Congreso de los Diputados en el año 1996.
- Fiesta de Interés Turístico Nacional por el Parlamento Andaluz en el año 1997.
- Entidad Axárquica de Honor en el año 1996.
- Fiesta de Interés de Singularidad Provincial por la Diputación Provincial de Málaga en el año 2004.